# هلن دو مونفران
هلن دو مونفران (به فرانسوی: Hélène de Monferrand) رمان‌نویس قرن بیستم میلادی اهل فرانسه است. دوستان هلوییز (۱۹۹۴) عنوان رمان مهم او است.